# This Boy's Life
This Boy's Life (prt: A Vida Deste Rapaz; bra: Despertar de um Homem, ou O Despertar de um Homem) é um filme norte-americano de 1993 do gênero drama biográfico, dirigido por Michael Caton-Jones, com roteiro de Robert Getchell baseado na autobiografia This Boy's Life: A Memoir, de Tobias Wolff.

## Sinopse
Na década de 1950, Caroline (Ellen Barkin) se casa com Dwight Hansen (Robert De Niro), crendo ser ele um homem digno que será um bom pai para seu filho Tobias (Leonardo DiCaprio). Após o casamento, porém, Dwight se revela um homem violento, que atormenta a ela e ao filho.

## Elenco
- Leonardo DiCaprio .... Tobias Jonathan Ansell Wolff ("Jack") / Narrador
- Robert De Niro .... Dwight Hansen
- Ellen Barkin .... Caroline Wolff
- Jonah Blechman .... Arthur Gayle
- Eliza Dushku .... Pearl Hansen
- Chris Cooper .... Roy
- Carla Gugino .... Norman Hansen
- Tobey Maguire .... Chuck Bolger

## Crítica
O filme tem boa recepção pela crítica. Com a pontuação de 75% em base de 36 críticas, o Rotten Tomatoes chegou ao consenso que "This Boy's Life" é "um angustiante drama comovente sobre um jovem garoto, sua mãe solteira e seu padrasto abusivo, This Boy's Life se beneficia de seu fantástico elenco e apresenta um desempenho de fuga do jovem Leonardo DiCaprio".